# Metartjärnen (Norsjö socken, Västerbotten)
Metartjärnen är en sjö i Norsjö kommun i Västerbotten och ingår i Skellefteälvens huvudavrinningsområde.